# Porta San Niccolò
Porta San Niccolò fa parte delle mura di Firenze e si trova in piazza Giuseppe Poggi, in Oltrarno. Per il suo aspetto isolato, massiccio e slanciato oggi assomiglia più a una torre (anche se in passato tutte le porte di Firenze erano così), infatti a volte è chiamata Torre San Niccolò. Da qui iniziava la cerchia sud, dopo il Ponte San Niccolò, e la torre costituiva quindi il punto di difesa dell'Arno a est, assieme alla Torre della Zecca sul lato opposto.

## Storia e descrizione
Il nome deriva dall'attiguo quartiere di San Niccolò, nella parte est di Oltrarno, e fu edificata 1324, su progetto forse dell'Orcagna, con i lavori all'ultima cerchia di mura. A differenza di tutte le altre porte delle mura cittadine, non fu ribassata ("scapitozzata") nel Cinquecento, perché la collina di San Miniato le offriva una naturale protezione dai colpi delle artiglierie: oggi è quindi l'unica porta fiorentina che conservi la sua altezza originaria; i merli invece non sono originali e risalgono all'Ottocento.
Presso la porta era situata una fermata della Tranvia del Chianti, attiva fra il 1890 e il 1935 quale collegamento tra Firenze, San Casciano in Val di Pesa e Greve in Chianti.
Due edicole sul lato che guardava verso la campagna dovevano conservare le statue di due leoni, mentre gli stemmi attaccati sono quelli della Repubblica fiorentina. Sul lato posteriore si possono vedere tre grandi arcate aperte su un lato, una per piano, che corrispondono alle stanze usate dai soldati di guardia. Appena sopra all'arco della porta si trova un affresco con una Madonna col Bambino tra San Giovanni Battista e San Niccolò di Bari (rispettivamente patroni della città e del rione) del XIV secolo.
Da qui partono le cosiddette Rampe del Poggi, le scalinate disegnate dall'architetto Giuseppe Poggi per arrivare al piazzale Michelangelo.

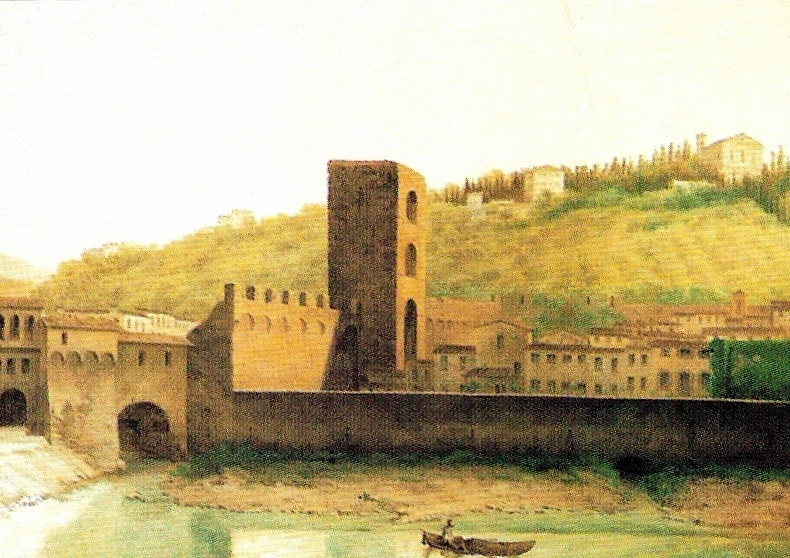
Porta San Niccolò nell'Ottocento
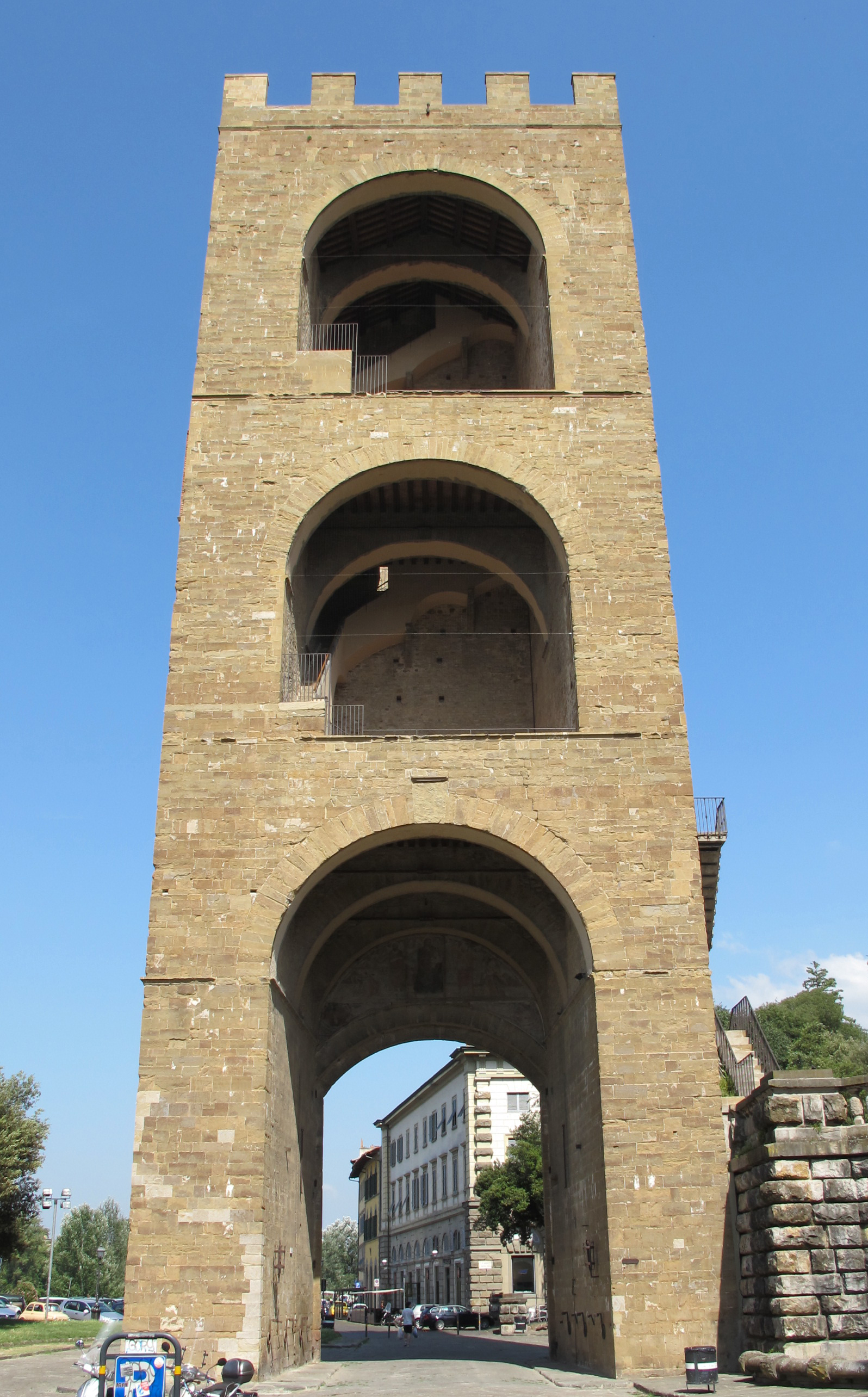
Retro
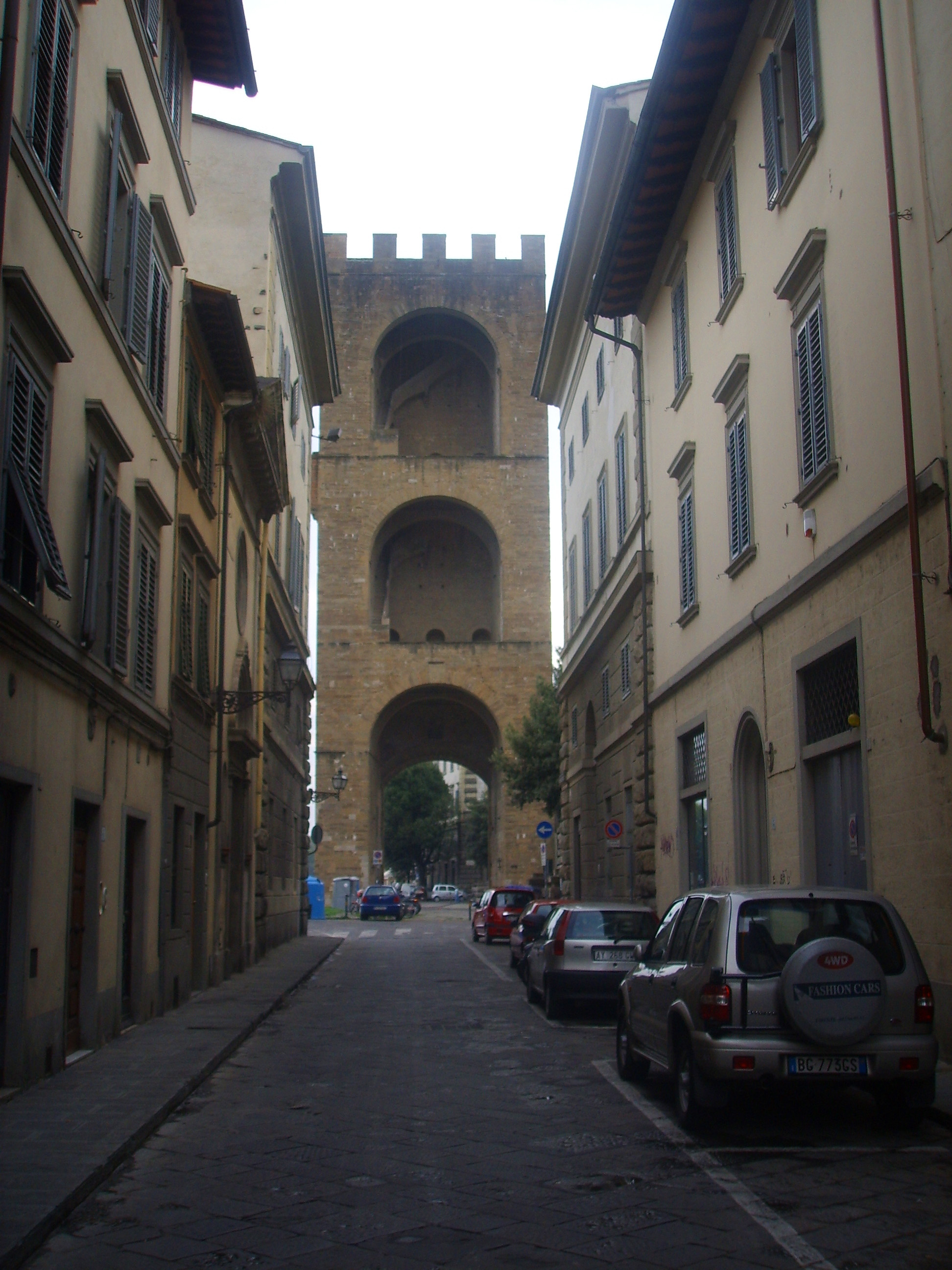
Veduta del lato con le arcate, da Via San Niccolò
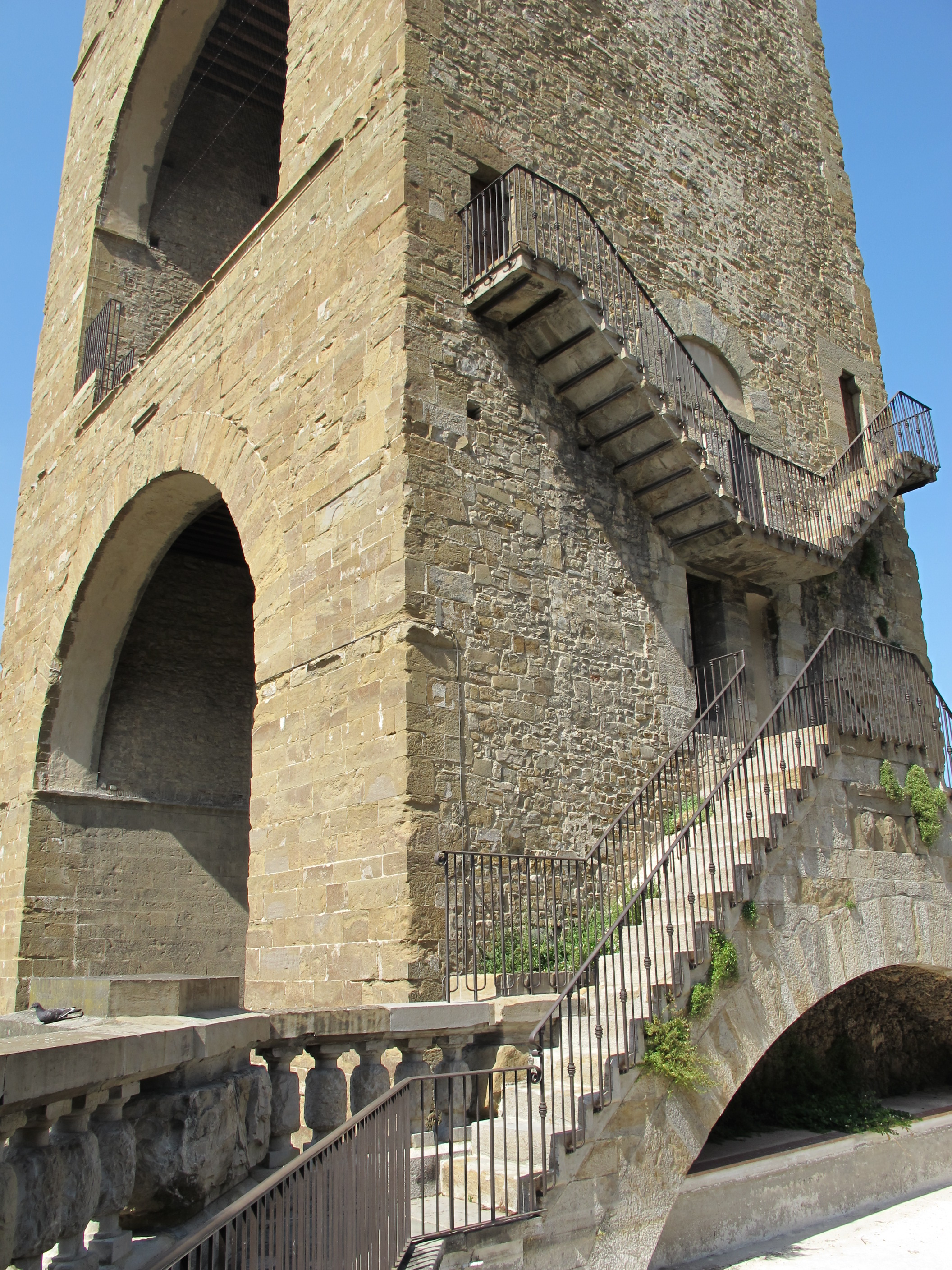
Scale di accesso
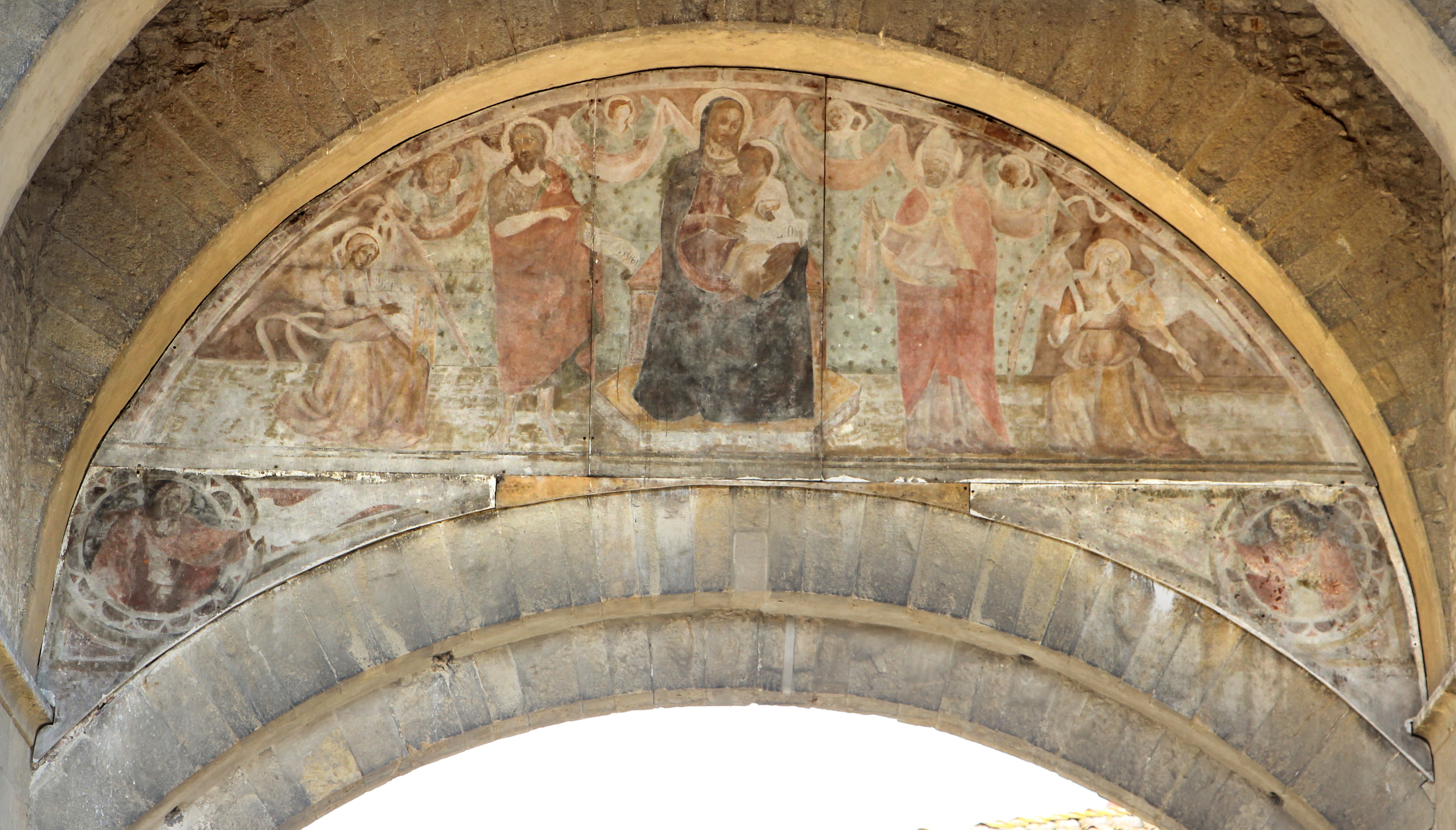
Affresco nell'arco interno